# Ulrich von Württemberg (1877–1944)

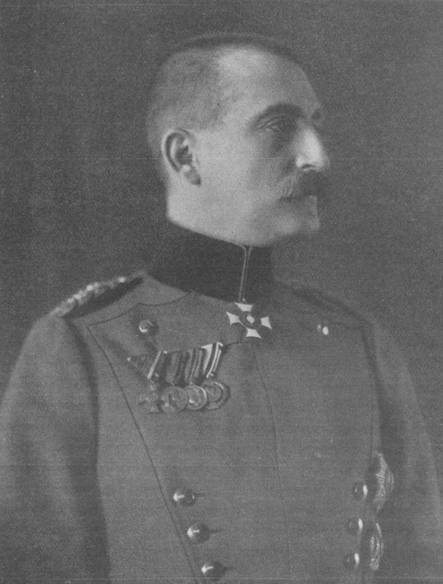
Herzog Ulrich von Württemberg als Kommandeur des Ulanen-Regiments „König Wilhelm I.“ (2. Württembergisches) Nr. 20

Ulrich Maria Ludwig Philipp Joseph Herzog von Württemberg (* 13. Juni 1877 in Gmunden; † 13. Juni 1944 im Schloss Altshausen) war ein deutscher Offizier und Prinz des königlichen Hauses Württemberg.

## Leben
Ulrich war das fünfte Kind des Herzogs Philipp von Württemberg und von dessen Gemahlin Marie Therese von Österreich. Er gehörte somit zur katholischen Linie des Hauses Württemberg. Sein ältester Bruder war der württembergische Thronfolger und spätere Generalfeldmarschall Albrecht Herzog von Württemberg. Als Prinz des königlichen Hauses Württemberg besaß Ulrich seit 1898 bis zum Ende der Monarchie 1918 ein Mandat in der württembergischen Kammer der Standesherren und war dort meist persönlich anwesend. Lediglich von 1901 bis 1904 ließ er sich durch seinen älteren Bruder Robert vertreten. Nachdem Ulrich seine Matura in Wien bestanden hatte, trat er in die Württembergische Armee ein und absolvierte eine militärische Ausbildung in Stuttgart und Ludwigsburg. Bis 1908 avancierte er zum Major und erhielt am 25. Juli 1910 das Kommando über das Ulanen-Regiment „König Wilhelm I.“ (2. Württembergisches) Nr. 20. In dieser Stellung wurde Ulrich 1911 zum Oberstleutnant und 1913 zum Oberst befördert. Am 19. Juni 1914 wurde er zunächst zur Vertretung des beurlaubten Kommandeurs der 27. Kavallerie-Brigade kommandiert. Mit der Mobilmachung bei Ausbruch des Ersten Weltkriegs wurde dieser Großverband aufgelöst und Ulrich zum Kommandeur der 16. Kavallerie-Brigade ernannt. In dieser Stellung erfolgte am 5. Oktober 1916 seine Beförderung zum Generalmajor und am 3. November 1917 wurde er Kommandeur der 26. Infanterie-Division.
Ulrich von Württemberg, der zeitlebens ledig blieb, war Mitglied in diversen Gesellschaften und Vereinen, so unter anderem im Württembergischen Kriegerbund, in der Deutschen Kolonialgesellschaft, im Württembergischen Verein für Handelsgeographie, im Württembergischen Verein für Münzkunde, im Stuttgarter Verein zur Förderung der Kunst und in der Stuttgarter Schützengilde. Dem Nationalsozialismus stand er fern, weshalb er 1938 aus seiner Offiziers-Kameradschaft austrat, welche sich dem NS-gelenkten Reichskriegerbund anschließen musste.

## Sport
Im Jahre 1907 übernahm Ulrich von Württemberg die Schirmherrschaft über die Stuttgarter Kickers und führte den Verein somit auch in gesellschaftlicher Hinsicht in die vorderen Reihen Stuttgarts. Durch die Novemberrevolution 1918 musste er seine Schirmherrschaft niederlegen.